# アース神族
アース神族（古ノルド語：Ás, Áss, 複数形：Æsir エーシル, 女性形：Ásynja, 女性複数形：Ásynjur, 古英語：Ós, ゲルマン祖語再建形：*Ansuz, アサ神族とも）とは、北欧神話における万物の父オーディンを長とする神々の系統のことである。
スノッリ・ストゥルルソンがいくつかの文献で述べている伝説によれば、アース神族はアジアからドニエプル川下流に移り、ヴァン神族と戦うが、後に和解、人質としてニョルズとその息子フレイ、娘フレイヤを受け取った。
アース神族は、世界の中心アースガルズに住む。神々はしばしば巨人の脅威にさらされるが、その度にトールの剛勇やロキの頭脳で難を逃れる。世界の終末ラグナロクでは死力を尽くして戦うが、世界と共に滅ぶ事となる。

## 男性神
- 戦争と死の神オーディン
- 雷神トール
- 光の神バルドル
- 海と風の神ニョルズ
- 弓とスキーの神ウル
- 豊穣神フレイ
- 軍神テュール
- 詩神ブラギ
- 虹の橋の番人ヘイムダル
- 盲目のホド
- 司法神フォルセティ
- 兄バルドルの復讐者ヴァーリ
- 父オーディンの復讐者ヴィーザル
- 狡知の神ロキ

など。

## 女性神
- オーディンの妻フリッグ
- 愛の女神フレイヤ
- 「青春の林檎」を持つ、ブラギの妻イズン
- トールの妻シヴ

など。バルドルの妻ナンナなど他の女神はあまり活躍しない。
スノッリによれば、
- 1番目 - フリッグ
- 2番目 - サーガ（巫女)
- 3番目 - エイル（医者）
- 4番目 - ゲフィオン（鋤）
- 5番目 - フッラ（フリッグの侍女）
- 6番目 - フレイヤ
- 7番目 - シェヴン（恋愛）
- 8番目 - ロヴン（縁結び）
- 9番目 - ヴァール（男女の誓い）
- 10番目 - ヴォル（詮索）
- 11番目 - スュン（扉）
- 12番目 - フリーン（後見人）
- 13番目 - スノトラ（礼儀）
- 14番目 - グナー（フリッグの侍女）
- ソール（太陽）
- ビル（時）
- ヨルズ（トールの母、大地）

など。